# Formica vinculans
Formica vinculans är en myrart som beskrevs av Wheeler 1913. Formica vinculans ingår i släktet Formica och familjen myror. Inga underarter finns listade i Catalogue of Life.

## Bildgalleri

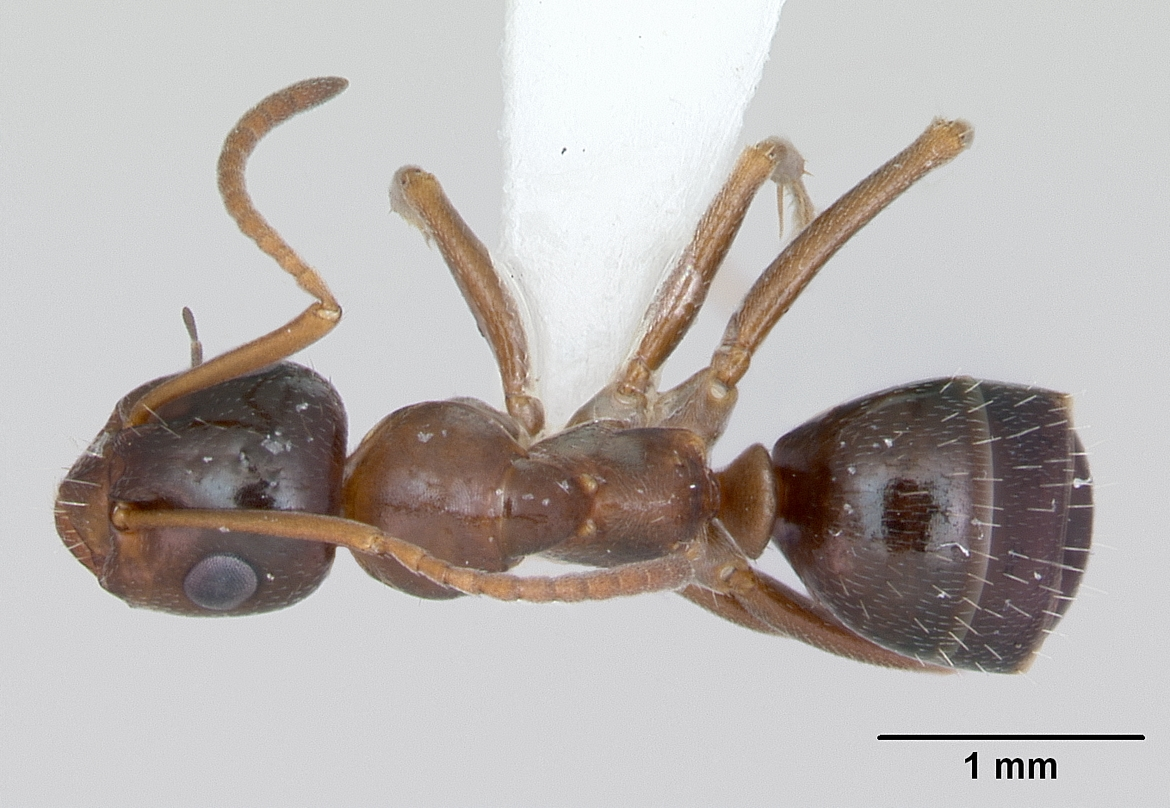
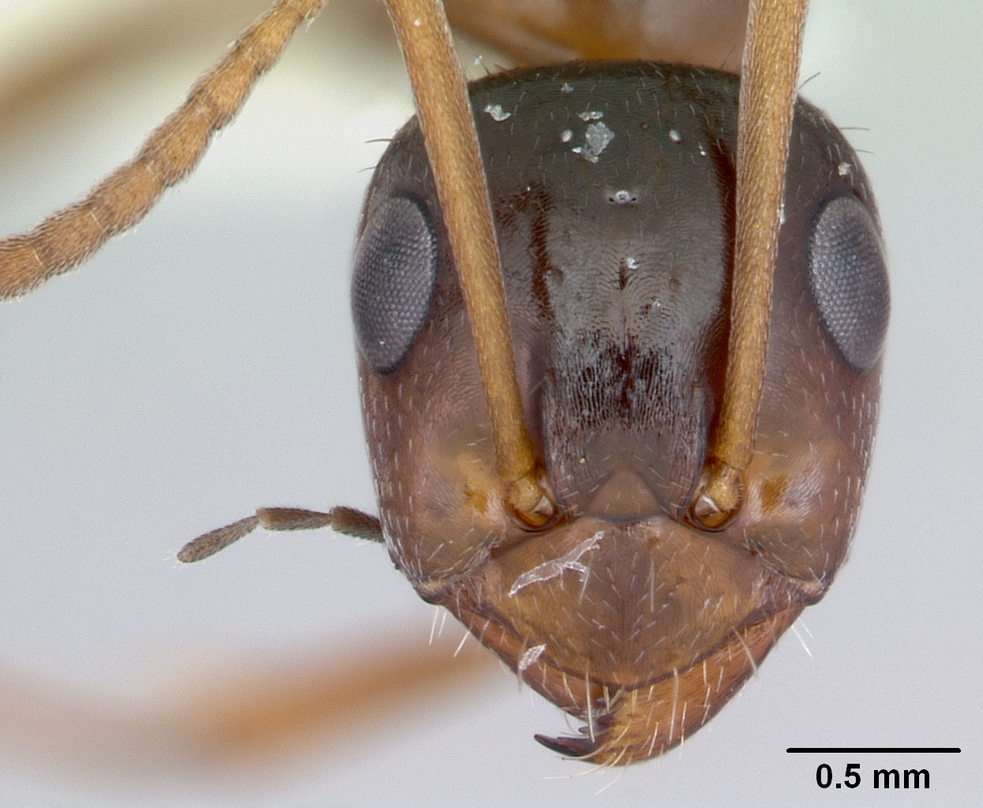
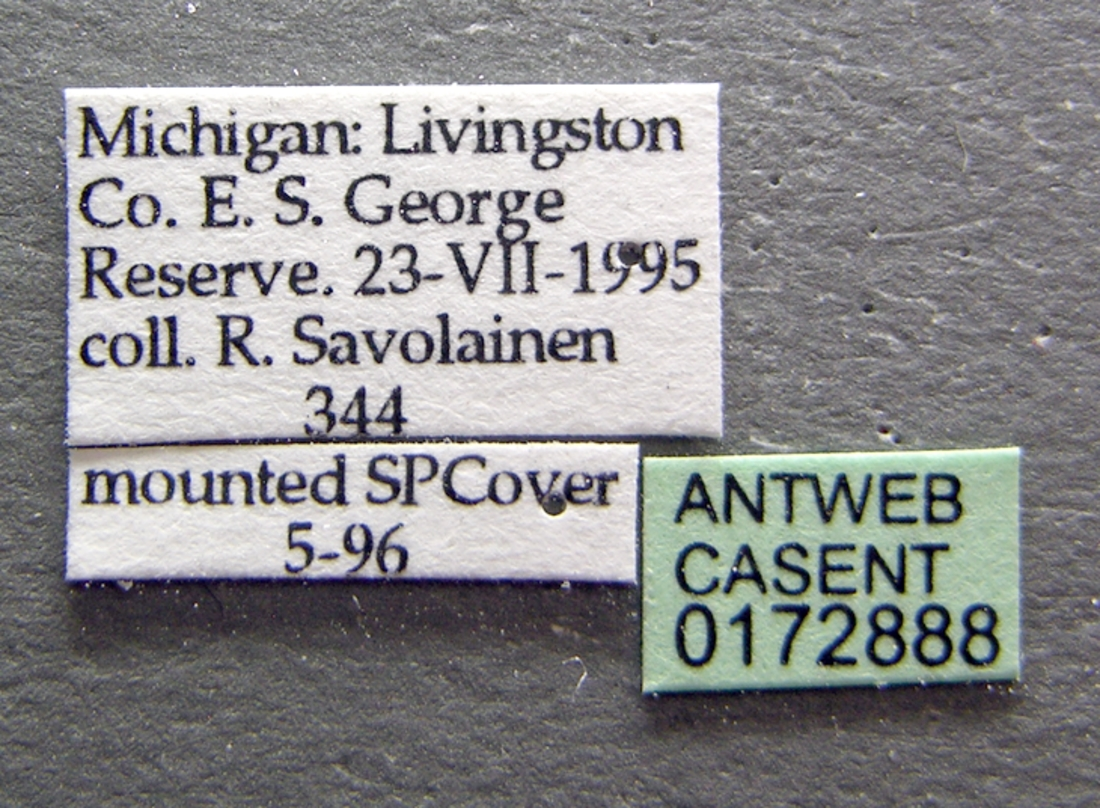
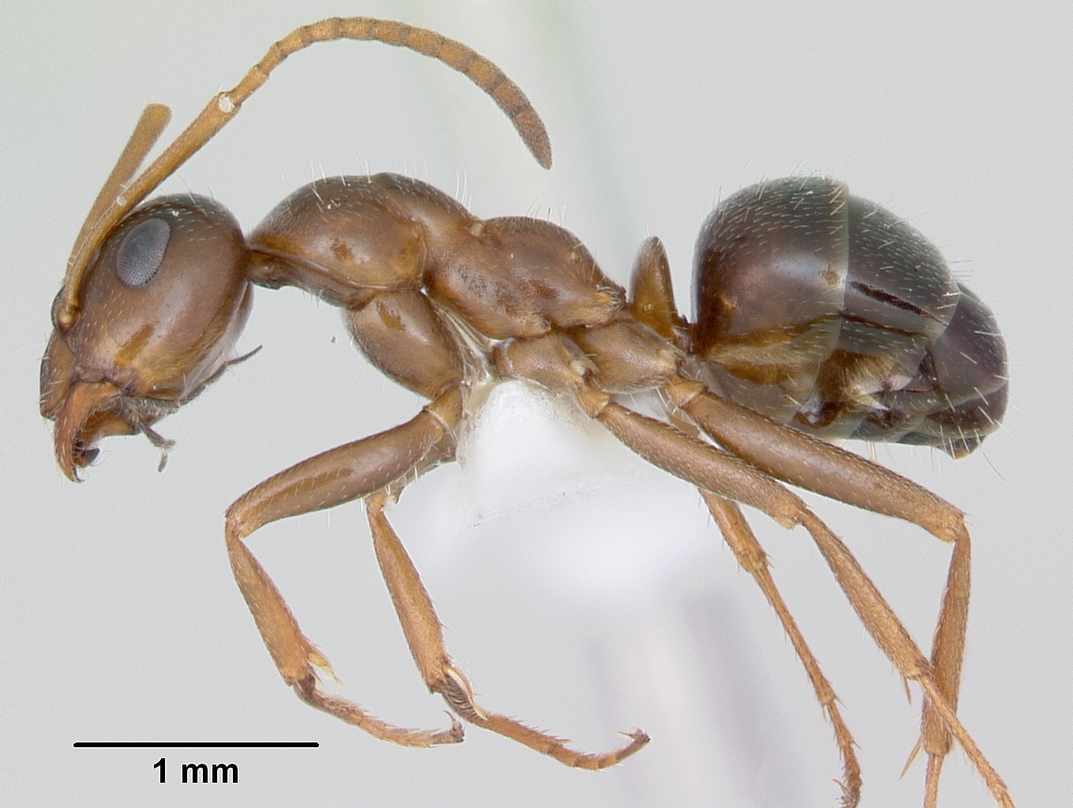
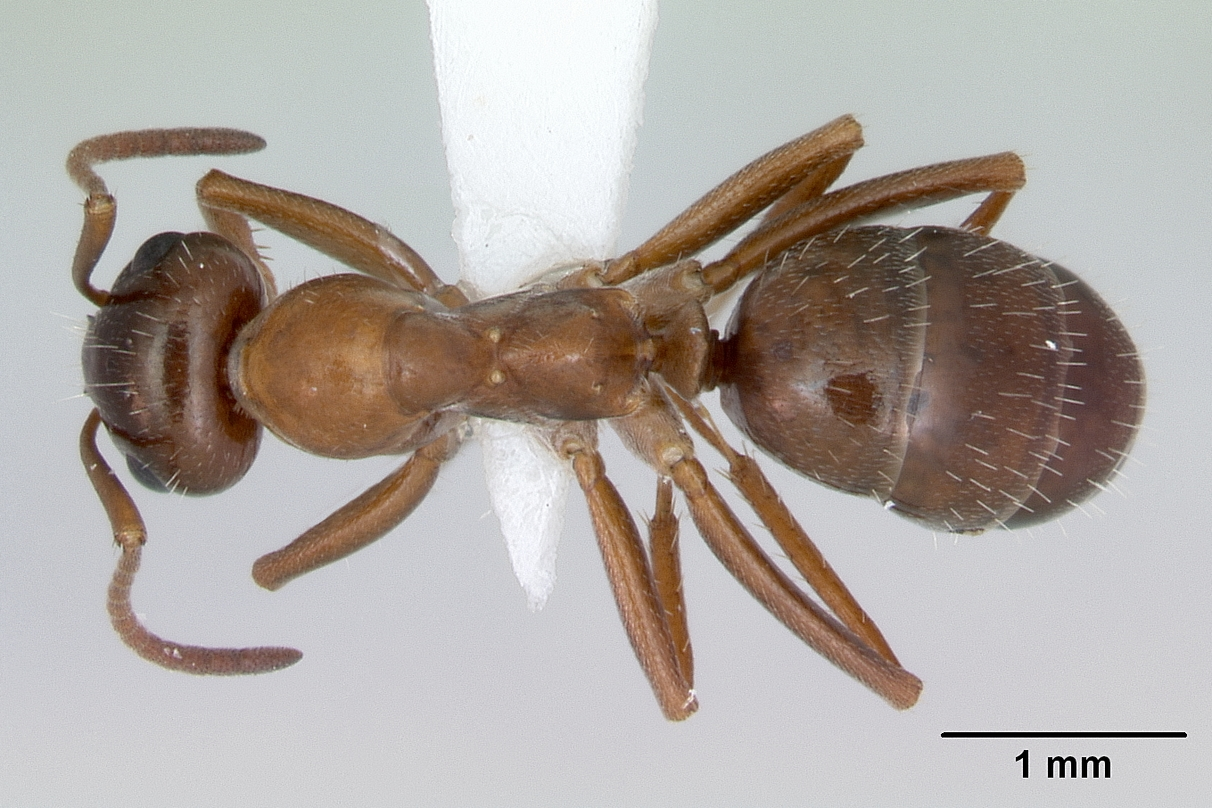
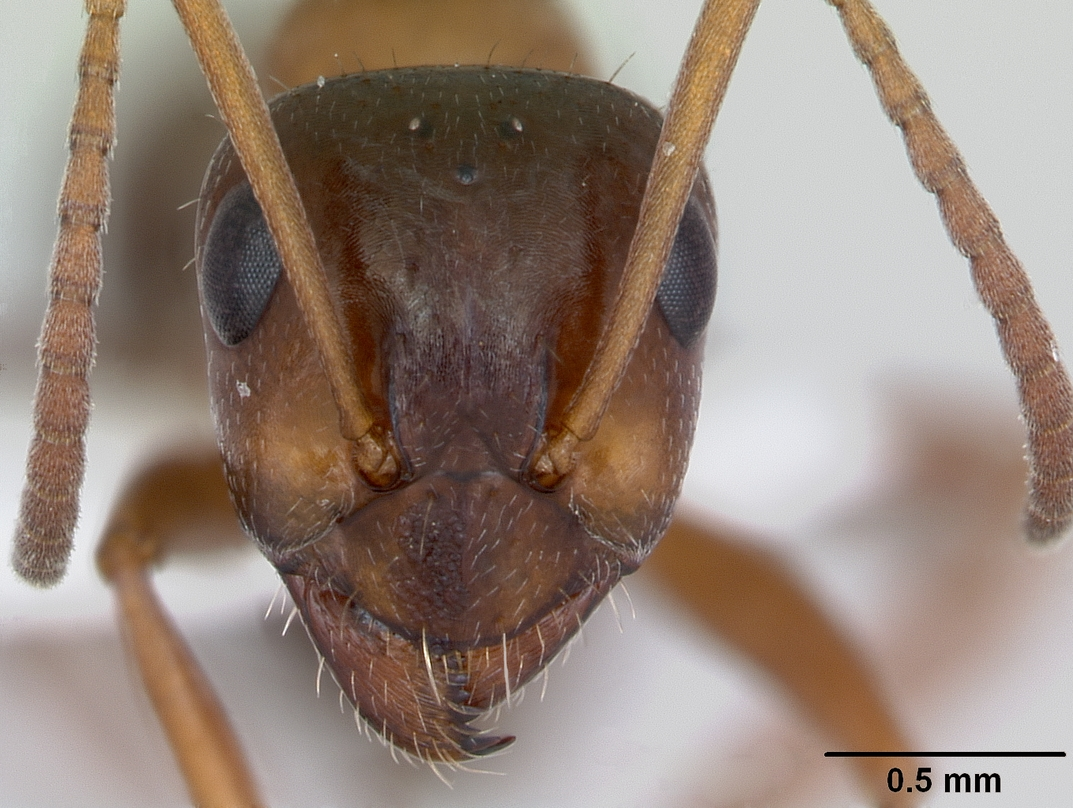